# Bournemouth
Ne doit pas être confondu avec Burnmouth.
Bournemouth (en anglais, Bournemouth)  est une ville du Royaume-Uni, située sur la côte sud de l'Angleterre, dans le comté de Dorset. Sa population est estimée à 163 000 habitants.

## Géographie
Bournemouth est située à 169 km (105 miles) au sud-ouest de Londres.
La rivière Stour forme une frontière naturelle au nord et à l'est, se terminant à Christchurch Harbour, tandis que la rivière Bourne, qui prend sa source à Poole, se jette dans la Manche à Bournemouth, où elle coupe le centre de la ville.
La géologie de la région est peu variée comprenant presque exclusivement des argiles éocènes.
Bournemouth est une grande station côtière située dans le comté cérémonial du Dorset, en Angleterre. Selon les estimations du Bureau national des statistiques anglais, à mi-2010, la ville avec une population de 168 100 habitants est la plus peuplée du Dorset et de l'ensemble des villes entre Southampton et Plymouth. Avec Poole à son Ouest et Christchurch à son Est, elle forme le pôle urbain du Sud-Est du Dorset, qui compte une population totale d'environ 400 000 habitants.

## Histoire
Fondée en 1812 par Lewis Tregonwell, elle a vu sa croissance s'accélérer avec l'arrivée du chemin de fer, et a obtenu le statut de ville en 1870.
Historiquement, elle faisait partie du Hampshire, puis elle a rejoint le Dorset, avec la réorganisation de l'administration locale en 1974.
Depuis 1997, la ville a été administrée par une autorité unitaire, ce qui signifie qu'elle dispose d'une autonomie vis-à-vis du conseil du Comté du Dorset, bien qu'elle en reste membre. Le nom de l'autorité locale est Bournemouth Borough Council. 
Son emplacement sur la côte sud de l'Angleterre en fait une destination populaire pour les touristes. La ville est un centre régional d'affaires, elle accueille le Centre International de Bournemouth et un secteur financier dont le poids en termes de valeur ajoutée est de plus de 1 milliard de GBP.
Selon une enquête menée en 2007 par First Direct, Bournemouth a été jugée la ville « la plus heureuse » du Royaume-Uni, avec 82 % des personnes interrogées disant qu'elles étaient satisfaites de leur vie à Bournemouth.
En 2012, Bournemouth échoue dans sa tentative pour obtenir le statut de cité, perdant face à Chelmsford dans une compétition avec 26 autres villes pour commémorer le Jubilé de diamant d'Élisabeth II. En 2021, Bournemouth annonce à nouveau une tentative pour obtenir statut de cité parmi d'autres localités, dont Blackburn, Colchester, Dudley, Milton Keynes et Warwick.

## Économie
Bournemouth dispose d'un aéroport (code AITA : BOH) ainsi que deux universités. La ville est également connue pour son université d'arts renommée, « Arts University Bournemouth (AUB) » en anglais. Selon l'université, parmi leurs anciens élèves figurent Simon Beaufoy, scénariste de 127 Hours et de Slumdog Millionaire ; Chris Dickens, monteur de Slumdog Millionaire et de Submarine ; Mark Blaney, producteur d'Africa United ; et Nick Love, scénariste et réalisateur, notamment de The Firm, et producteur exécutif de Monsters.
Une usine aéronautique de la société Cobham y est installée.

## Jumelages
- Lucerne (Suisse).
- Târgu Mureș (Roumanie).
- Netanya (Israël).

## Personnalités
- Leonard Archbutt (1858-1935), chimiste, mort à Bournemouth ;
- Robert Louis Stevenson, romancier, essayiste et poète connu pour Strange Case of Dr Jekyll and Mr Hyde et Treasure Island, y a vécu de 1864 à 1867.
- Frederick Abberline, né en 1843, inspecteur en chef de la police de Londres et célèbre pour son enquête sur Jack l'éventreur, a passé sa retraite à Bournemouth, où il est décédé en 1929.
- Alex James, bassiste du groupe Blur, y est né le 21 novembre 1968.
- Lucy Pinder, top modèle britannique, y sera remarquée et y vit toujours.
- J. R. R. Tolkien y a vécu de 1968 jusqu'à sa mort.
- Andy Summers (guitariste du groupe The Police).
- James McVey (guitariste du groupe The Vamps).
- Josh Devine (batteur du groupe One Direction).
- Millie Bobby Brown, actrice britannique née en 2004 a passé sa jeunesse à Bournemouth.
- Charlotte Prodger (1974-), artiste britannique.
- Ben Hardy, acteur britannique est né à Bournemouth en 1991.
- Christian Bale, acteur britannico-américain né en 1974 y a passé une partie de sa jeunesse.

## Culture

### International
En 1949, Bournemouth a accueilli le 34e congrès mondial d’espéranto.

### Musique classique
Bournemouth possède un orchestre symphonique, autrefois dirigé par Simon Rattle, Marin Alsop et Rudolf Barshaï. Aujourd'hui, Kyrylo Karabyts est le dirigant principale de l'orchestre. 

### Spectacle
Le Winter Gardens, salle de spectacle reconstruite en 1937 et détruite en 2006, a vu passer Maurice Chevalier, les Pink Floyd, Queen, les Beatles en 1963 (dont la pochette de l'album With the Beatles a été photographiée au Palace Court Hotel pendant leur passage au Gaumont Cinema (Westover Road) en août 1963. 

### Sport
Bournemouth a une équipe de football professionnelle : l'AFC Bournemouth, qui est montée en Premier League pour la première fois lors de la saison 2015/2016.

## Sites touristiques

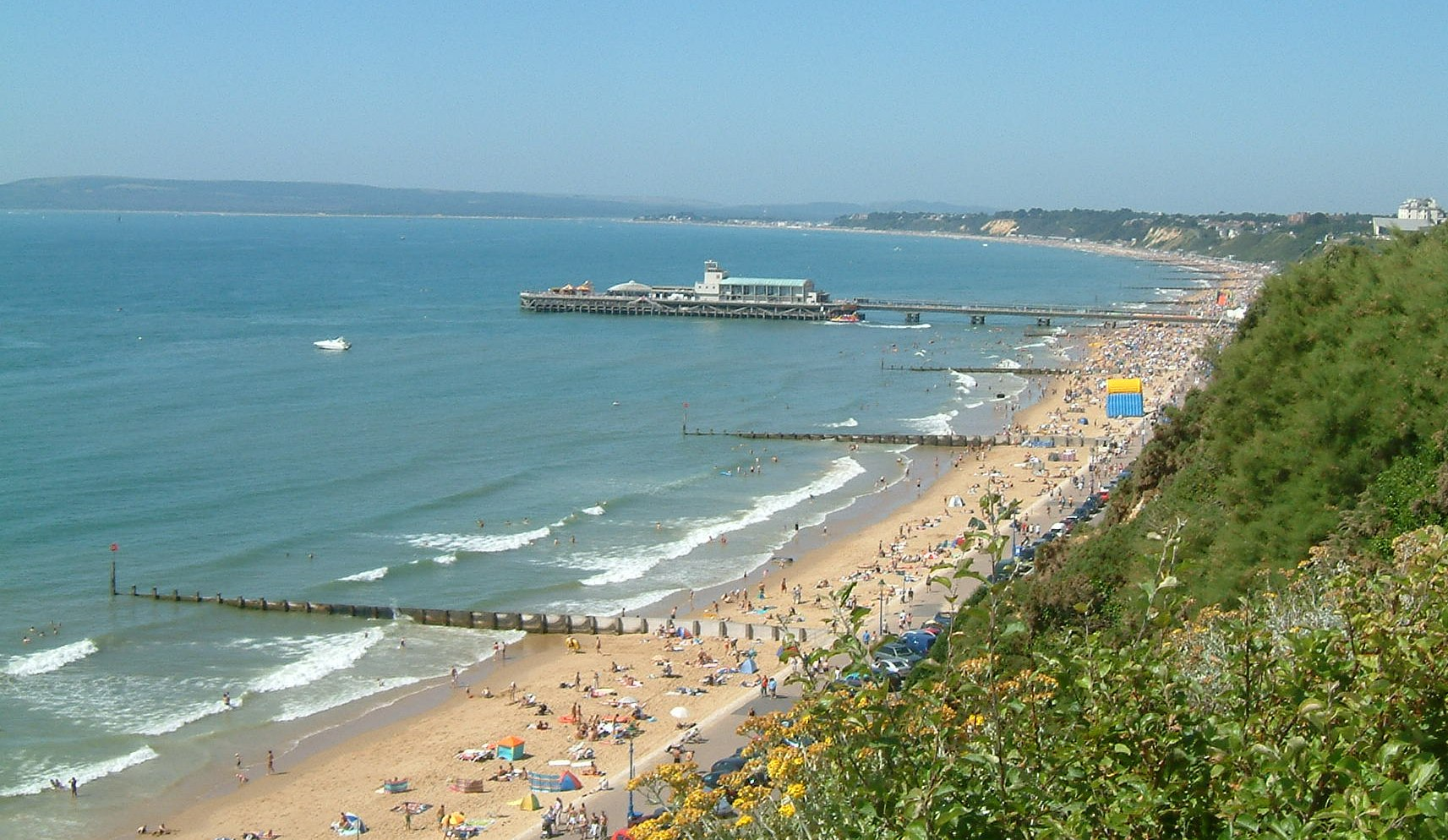
Plage de Bournemouth avec son pier (jetée).

- La plage de Bournemouth et son Pier, une longue et large jetée vers la mer accueillant des bars, un centre d'escalade spacieux et des animations estivales.
- La ville